# Indigestion
Indigestion est un terme imprécis qui évoque un « trouble gastro intestinal passager » allant de gastroparésies et brûlure d'estomac, aux nausées et vomissements en passant par la sensation de ballonnement,.
C'est plus un terme de la langue populaire française, parfois superposé aux notions d'intolérances digestives, de gastralgies, de « crise de foie » (bien que le foie ne soit généralement pas impliqué dans ses symptômes) qu'un terme médical précis.
Autrefois, la théorie des humeurs évoquait l'excès de bile.
La durée générale d'une indigestion est de un jour ou deux jours.
Au-delà, ou en présence de forte fièvre, il convient de consulter immédiatement un médecin, l'indigestion pouvant en fait être une grave intoxication alimentaire.

## Symptômes
Généralement sans gravité, l'indigestion se manifeste par les symptômes suivants :
- nausées et vomissements ; généralement dans les 4 h qui suivent l'excès alimentaire (le temps d'une digestion), l'estomac, supposément trop chargé, cherche à expulser une partie de son contenu. Fréquemment, la sensation de malaise disparait après le rejet.
- fatigue et faiblesse générale ;
- mal de tête ;
- estomac sensible.

## Causes et définitions divergentes
Selon une enquête publiée en 1983, le point de vue des patients et des médecins diverge quant à la définition des concepts d'indigestion (et de dyspepsie). 
- Pour la plupart des médecins « indigestion » est synonyme de « dyspepsie » (souvent alors associée aux effets de l'ulcère gastroduodénal)[3] et parfois du stress et de l'anxiété[5] et/ou à des troubles du sommeil[6].
- Pour le sens commun, l'indigestion serait la conséquence d'un excès alimentaire (plats trop épicés, ou trop gras ou consommé en excès). 
Pour les patients (non-familiers du mot « dyspepsie ») le concept d'indigestion est associé à des facteurs, alimentaires, psychologiques, et même à la fonction intestinale (avec l'évocation de caractéristiques qui renvoie au syndrome médicalement acceptées du « côlon irritable ») plutôt qu'à une maladie physique[3].

L'utilisation non critique de ces termes peut entraîner une mauvaise interprétation de la plainte du patient et une gestion inappropriée.

## Soins
- S'il s'agit du sens communément donné au mot « indigestion » (sens commun), le meilleur moyen d'en guérir serait de ne pas hésiter à vomir et de dormir. Il est ensuite recommandé de boire beaucoup d'eau et d'éviter les aliments trop lourds, tout en privilégiant les légumes et les fruits bénéfiques pour le système digestif.
- S'il s'agit d'un trouble digestif plus grave, un traitement médical approprié est requis.